# NGC 7164
NGC 7164 est une très vaste et lointaine galaxie lenticulaire située dans la constellation du Verseau. Sa vitesse par rapport au fond diffus cosmologique est de 18 418 ± 55 km/s, ce qui correspond à une distance de Hubble de 272 ± 19 Mpc (∼887 millions d'al). NGC 7164 a été découverte par l'astronome américain Francis Leavenworth en 1886.